# Острово (Ґостинський повіт)
Острово (пол. Ostrowo, нім. Tetzlaff) — село в Польщі, у гміні Ґостинь Гостинського повіту Великопольського воєводства.
Населення — 243 особи (2011).
У 1975-1998 роках село належало до Лешненського воєводства.

## Демографія
Демографічна структура станом на 31 березня 2011 року:
|          | Загалом | Допрацездатний вік | Працездатний вік | Постпрацездатний вік |
| -------- | ------- | ------------------ | ---------------- | -------------------- |
| Чоловіки | 124     | 31                 | 79               | 14                   |
| Жінки    | 119     | 23                 | 76               | 20                   |
| Разом    | 243     | 54                 | 155              | 34                   |